# بکنرید
بکنرید (به لاتین: Beckenried) یک بخش در سوئیس است که در کانتون نیدوالدن واقع شده و جمعیت آن ۳٬۵۶۷ نفر است.

## نگارخانه

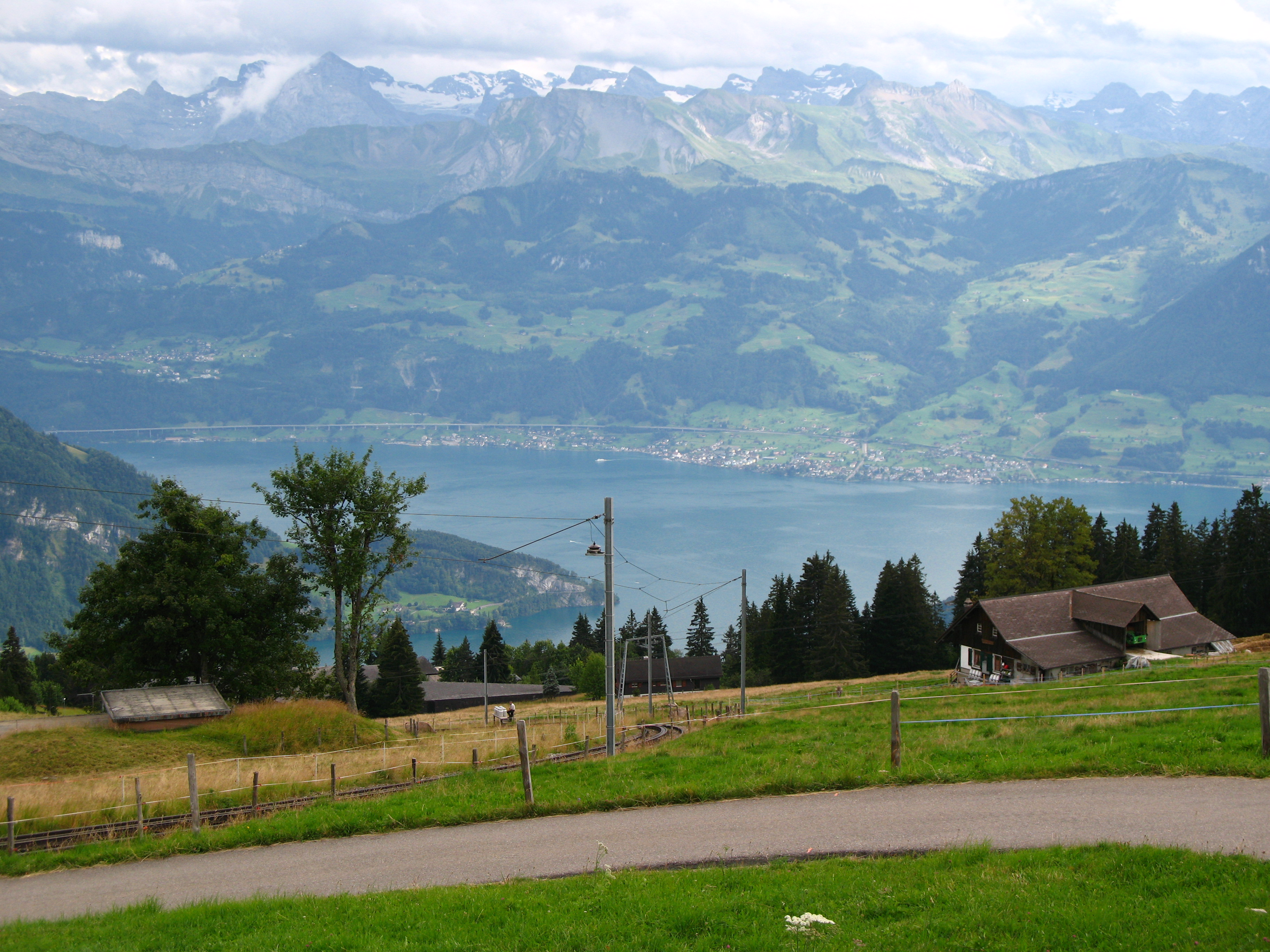
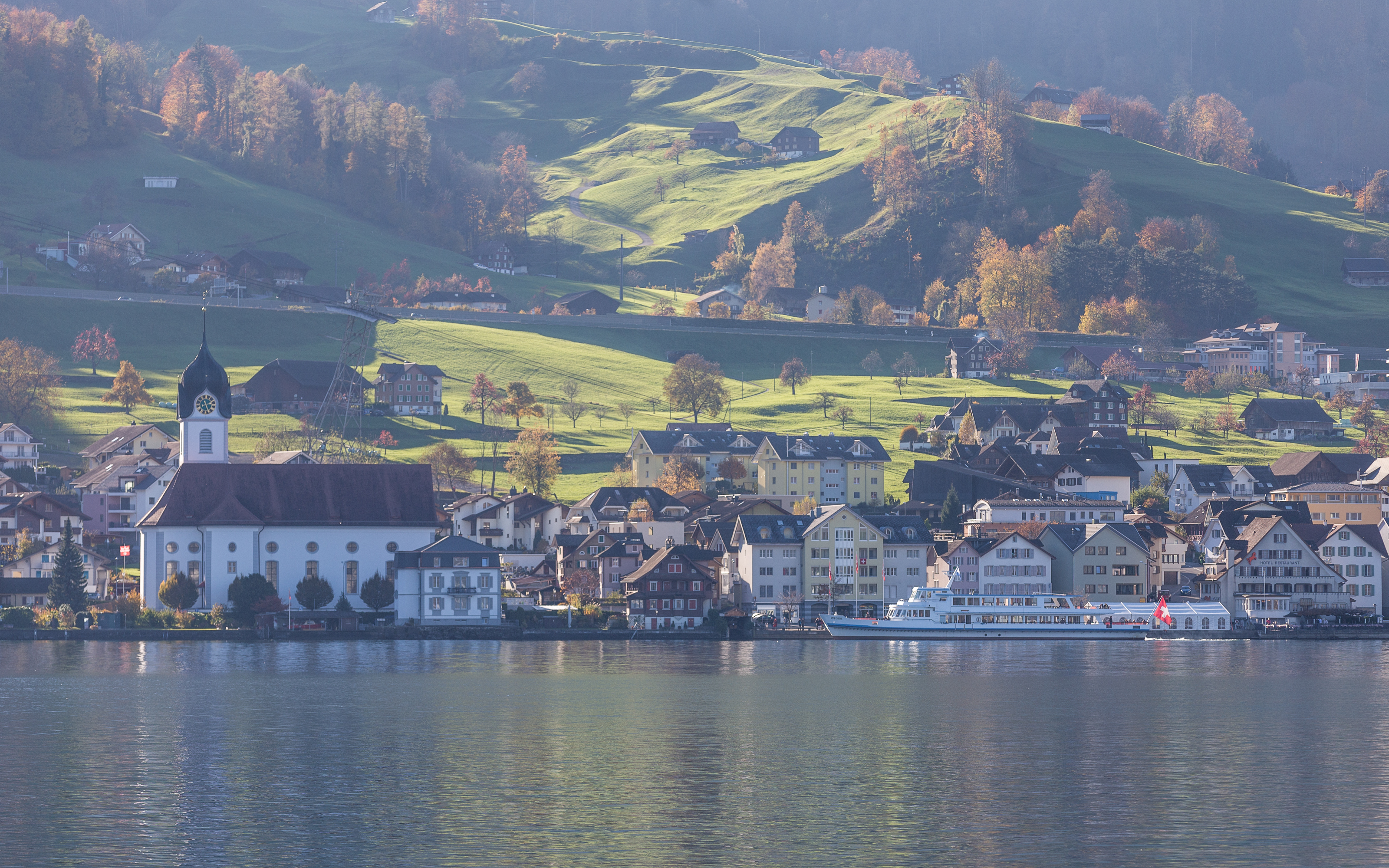